# Пунт
| Q3 | E34 · N35 | X1 · N25 |

| Q3 | E34 · N35 | X1 · N25 |

Про сучасну державу див. Пунтленд

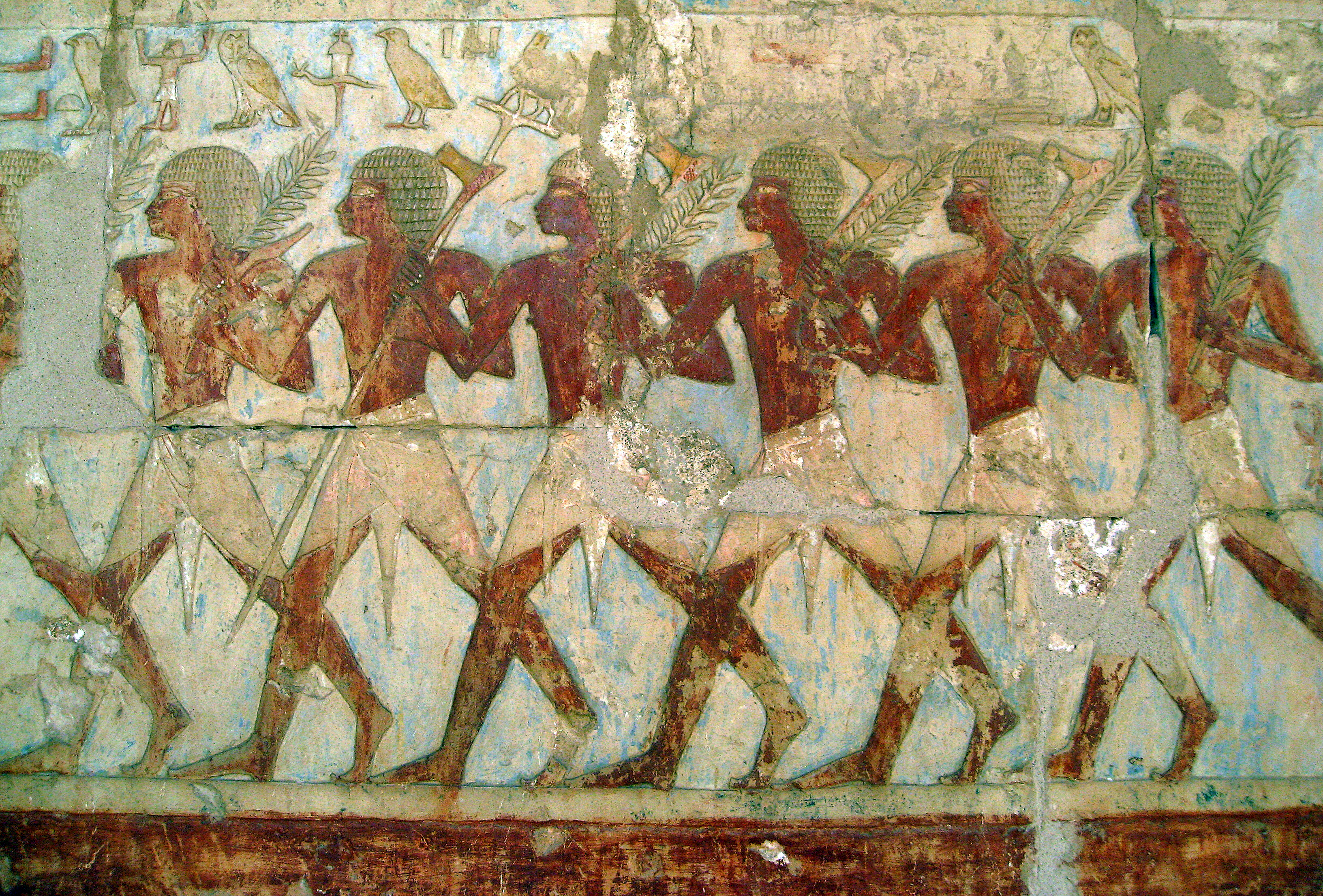
Єгипетські солдати з експедиції в Пунт

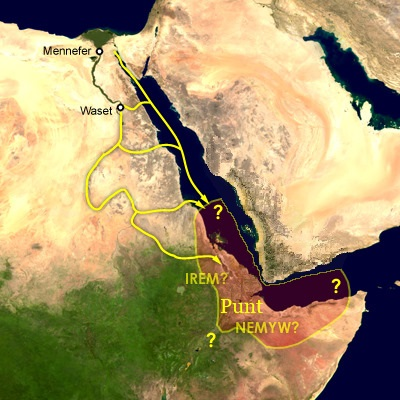
Передбачуване місцеположення країни Пунт на півдні Червоного моря; основні морські та сухопутні маршрути в країну Пунт

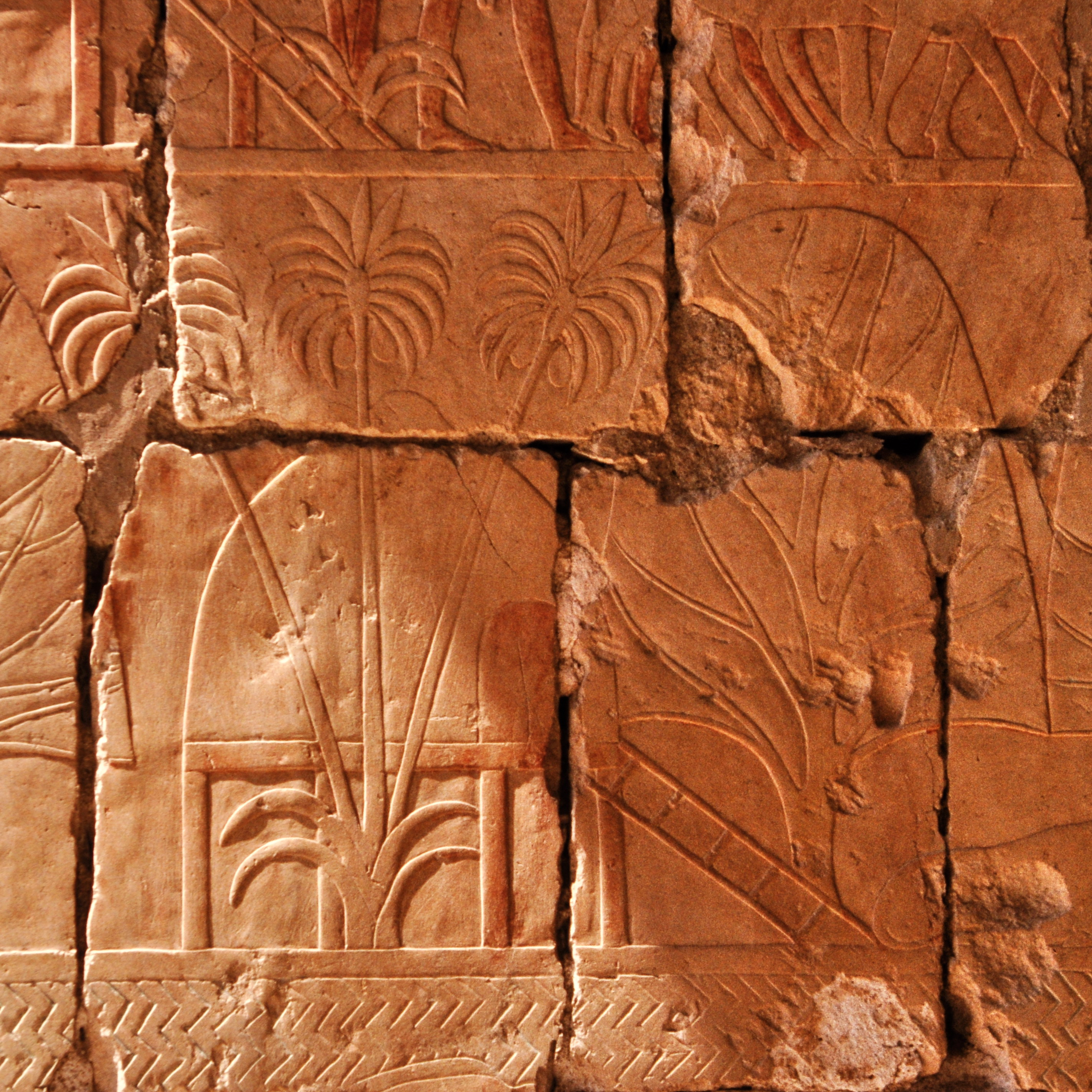
Цей рельєф зображує ладан і миррове дерева, отримані експедицією Хатшепсут

Земля Пунт (єгип. pwn.t, також t3-nṯr, тобто «Земля богів») — відома стародавнім єгиптянам територія в Східній Африці.
Пунт, крім Єгипту, вів торгівлю з Аравією і, мабуть, був розташований на Африканському Розі. Тим не менш, суперечки з приводу розташування Пунту тривають до нашого часу, так як єгипетські джерела з усією точністю повідомляють тільки той факт, що Пунт знаходився на південному узбережжі Червоного моря. Вважається, що Пунт міг перебувати на території сучасних Сомалі або Еритреї і частини суданського узбережжя, хоча висуваються і теорії, що пов'язують Пунт з згаданими в Біблії Офіром і Савським царством, розташованими на території Аравійського півострова .
Деякі давньоєгипетські джерела прямо вказують на те, що Пунт був прабатьківщиною єгиптян і колискою єгипетських богів. Назву «Пунт» було включено до складу назви сепаратистського регіону на північному сході Сомалі, який проголосив в 1998 автономію за прикладом сусіднього Сомаліленду, — Пунтленд.
Пунт був пунктом призначення численних єгипетських експедицій, споряджали для доставки в Єгипет чорного дерева, пахощів, у тому числі ладану (тішепс, іхмет, хесаїт)), чорної фарби для очей, слонової кістки, ручних мавп, золота, рабів і шкур екзотичних тварин, які обмінювалися на товари, які привозили з Єгипту. Найважливішим товаром, що доставляються з Пунту, була мирра, необхідна для проведення релігійних церемоній, а також миррові дерева.